# Trmice
Trmice (in tedesco Türmitz) è una città della Repubblica Ceca facente parte del distretto di Ústí nad Labem, nella regione omonima.